# Tnuva
Tnuva este o companie producătoare de produse lactate din Israel.

## Tnuva în România
Tnuva a intrat pe piața locală a lactatelor printr-un proiect greenfield, care a vizat construcția unei fabrici de lactate, în localitatea Popești-Leordeni, și a unei ferme în Adunații Copăceni, ambele în județul Ilfov, investiția de 55 milioane de euro fiind realizată prin intermediul Băncii Europene de Reconstrucție și Dezvoltare.
Ferma de la Adunații Copăceni are o suprafață de 20 de hectare și 1.300 de bovine, din care 750 de vaci de la care se colectează lapte.
În martie 2009, Tnuva deținea o cotă de aproximativ 11% pe piața lactatelor proaspete, fiind al treilea jucător atât în volum, cât și în valoare, după Danone și Friesland.
Cifra de afaceri în 2008: 20 milioane Euro